# Clathria hjorti
Clathria hjorti är en svampdjursart som först beskrevs av Arnesen 1920.  Clathria hjorti ingår i släktet Clathria och familjen Microcionidae. Inga underarter finns listade i Catalogue of Life.